# Siq

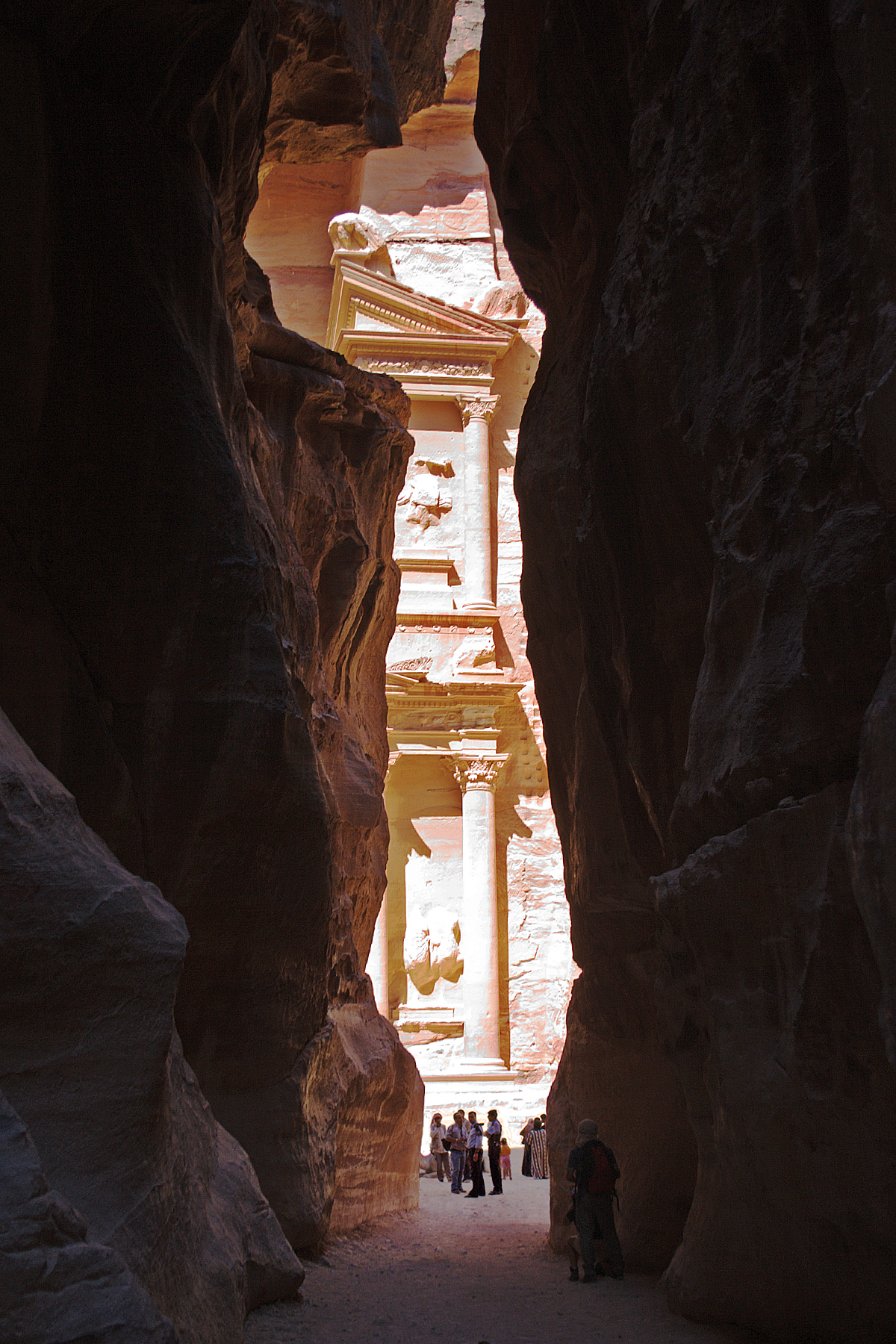
Trezoreria, după cum se vede din al-Siq, chiar înainte de terminarea pasajului

Siq (în arabă السيق, transliterat al-Sīq, transcris as-Sīq, literar „Arborele”) este intrarea principală în orașul antic nabatean Petra din sudul Iordaniei.  De asemenea, cunoscut sub numele de Siqit, este un defileu îngust (care în unele puncte nu are mai mult de 3 metri (10 ft) lățime) și își îndreaptă drumul aproximativ 1,2 kilometri (0,75 mi) și se termină la ruina cea mai elaborată a Petrei, Al-Khazneh (Trezoreria). O vale largă care duce la Siq este cunoscută sub numele de Bab as-Sīq (Poarta către Siq).

## Descriere

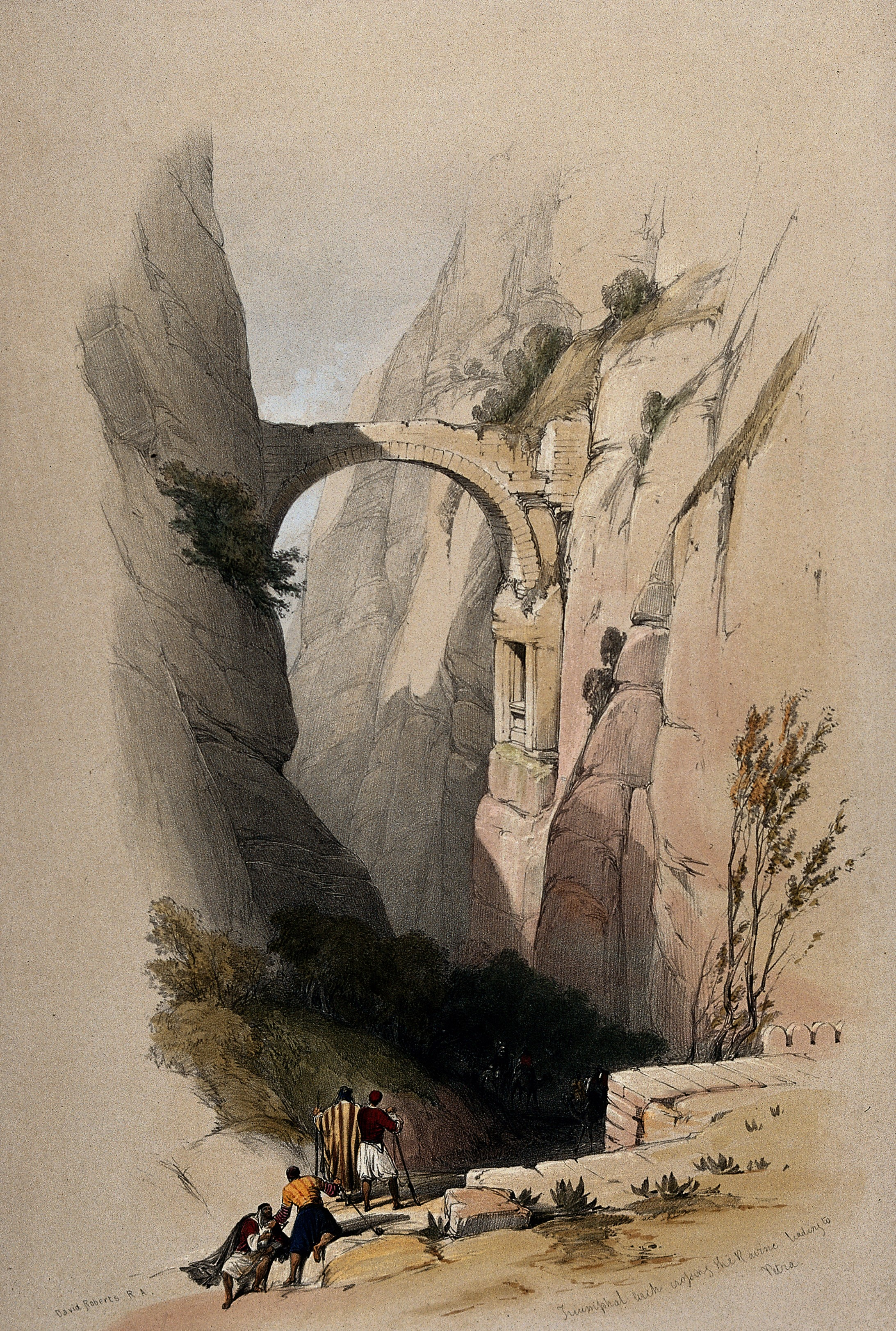
Arcul, distrus de un cutremur în 1896, desenat în 1839. Din Țara Sfântă, Siria, Idulea, Arabia, Egipt și Nubia

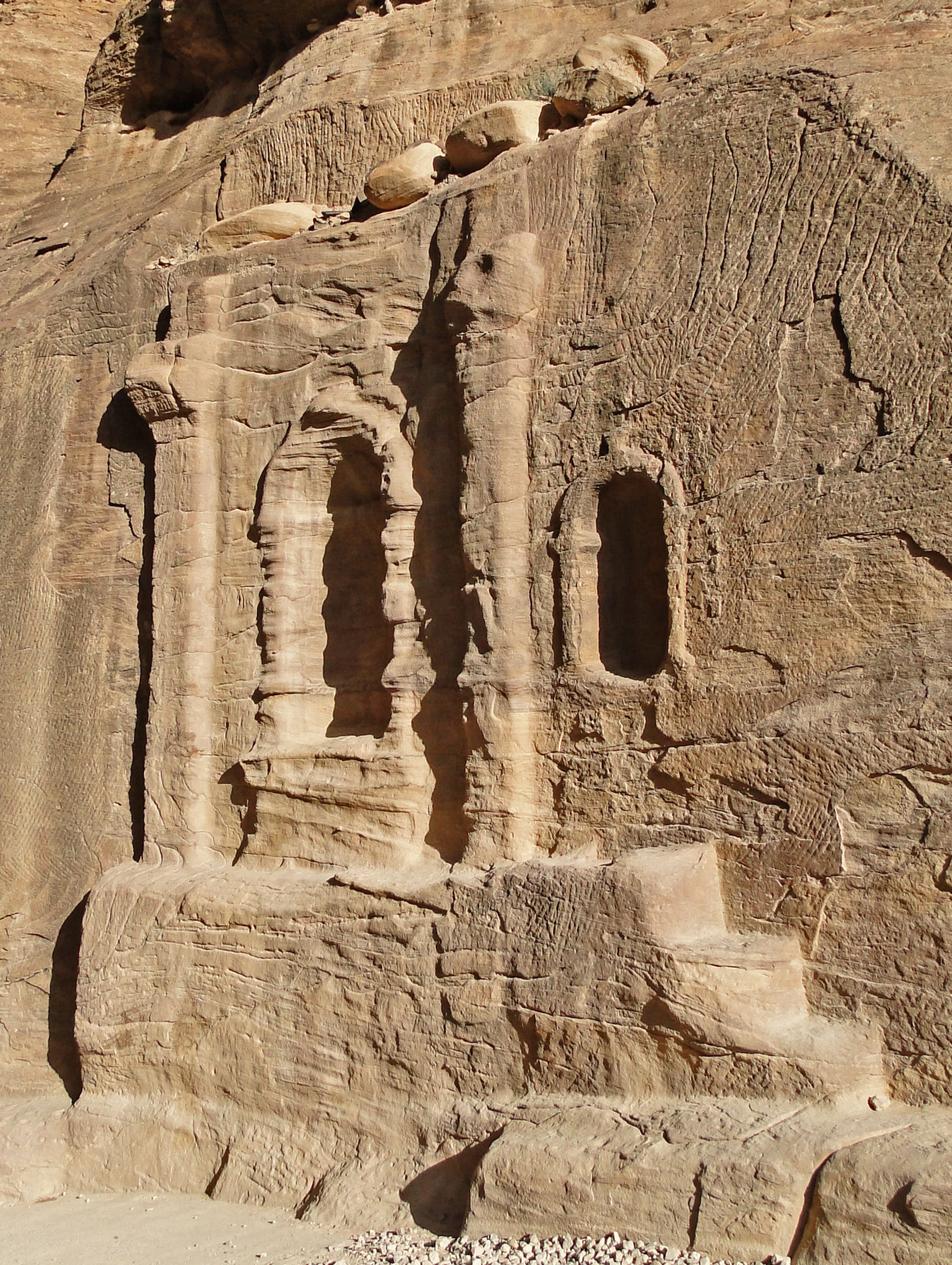
Nişă la intrarea în al-Siq

Spre deosebire de canionul slot cum ar fi Canionul Antilopei din sud-vestul Americii, canioane care sunt direct erodate de acțiunea apei, Siq este o falie geologică naturală formată de forțele tectonice; numai mai târziu a fost netezit de apă. Pereții care formează Siq-ul au între 91–182 metri (299–597 ft) în înălțime.
Intrarea în Siq conține un baraj imens, reconstruit în 1963 și din nou în 1991, conceput pentru a bara gura Siq-ului și redirecționa apele din Wadi Musa. Barajul este o reconstrucire destul de adevărată a ceea ce nabateeanii au făcut pentru a controla apele din Wadi Musa între secolul I î.Hr. și începutul secolului I d.Hr. Intrarea conține, de asemenea, rămășițele unui arc monumental, din care doar cele două abutmente și unele pietre tăiate ale arcului în sine au supraviețuit.  Arcul s-a prăbușit în 1896 în urma unui cutremur, dar aspectul său este cunoscut din litografiile lui Matthew Boulby și  David Roberts.
Siq-ul a fost folosit ca intrarea caravanelor în Petra. De-a lungul ambelor ziduri ale fisurii se află un număr de nișe votive care conțin baetyli, care sugerează că Siqul era sacru pentru poporul nabatean. În 1998, un grup de statui au fost descoperite atunci când s-au efectuat săpături pentru a coborî drumul cu mai mult de șase metri. Deși partea superioară este foarte erodată, este încă posibil să se recunoască cifrele a doi comercianți, fiecare conducând două cămile. Cifrele sunt aproape de două ori mai vechi.
De-a lungul Siq-ului sunt unele camere subterane, a căror funcție nu a fost încă descifrată. Posibilitatea ca acestea să fi fost morminte a fost însă exclusă, iar arheologilor le este greu să creadă că acestea erau locuințe. Consensul majorității este că au adăpostit gardienii care au apărat intrarea principală în Petra.

## Documentația 3D
Proiectul Zamani a documentat spațial Siq-ul și majoritatea părților Parcului Arheologic Petra în 2011-2014, ca parte a Proiectului de Stabilitate Siq UNESCO. Organizația non-profit este specializată în identificarea digitală a patrimoniului cultural tangibil 3D, și urmărește să sporească gradul de conștientizare și cunoaștere a patrimoniului în Africa și în afara acesteia. Datele generate de Zamani sunt utilizate pentru cercetare, educație, restaurare, conservare și ca o înregistrare pentru generațiile viitoare.